# Список объектов всемирного наследия ЮНЕСКО в Азербайджане
В списке Всеми́рного насле́дия ЮНЕ́СКО в Азербайджа́нской Респу́блике значатся 5 наименований (на 2023 год). Азербайджанская Республика ратифицировала Конвенцию об охране всемирного культурного и природного наследия 16 декабря 1993 года. Первый объект, находящийся на территории Азербайджана был занесен в список в 2000 году на 24-й сессии Комитета всемирного наследия ЮНЕСКО.

## Список
В данной таблице объекты расположены в порядке их добавления в список всемирного наследия ЮНЕСКО.
| # | Изображение | Название | Местоположение                                                                              | Время создания | Год внесения в список | №    | Критерии |
| - | ----------- | --- | ------------------------------------------------------------------------------------------- | -------------- | --------------------- | ---- | -------- |
| 1 |             | Крепостной город Баку с дворцом Ширваншахов и Девичьей башней (азерб. İçəri şəhər / Şirvanşahlar sarayı / Qız Qalası) | Город республиканского подчинения: Баку Район: Сабаильский Экономический район: Апшеронский | XII—XV века    | 2000                  | 958  | iv       |
| 2 |             | Гобустанский культурный ландшафт с наскальными рисунками (азерб. Qobustan Dövlət Tarix və Bədii Qoruğu)               | Ближайший город: Баку Район: Гарадагский Экономический район: Апшеронский                   | Мезолит        | 2007                  | 1076 | iii      |
| 3 |             | Исторический центр города Шеки с дворцом хана (азерб. Şəki / Şəki xan sarayı)                                         | Район: Шекинский Экономический район: Шеки-Закатальский                                     | XV—XVIII века  | 2019                  | 1549 | ii, v    |
| 4 |             | Гирканские леса | Иран, Азербайджан                                                                           |                | 2023                  | 1584 | ix       |
| 5 |             | Культурный ландшафт народа Хыналыг и маршрут перегона скота «Кёч-Йолу»                                                | Хыналыг                                                                                     |                | 2023                  | 1696 | iii, v   |

## Кандидаты
В таблице объекты расположены в порядке их добавления в предварительный список. В данном списке указаны объекты, предложенные правительством Азербайджана в качестве кандидатов на занесение в список всемирного наследия.
| #  | Изображение                                                            | Название | Местоположение | Время создания     | Год внесения в список | №    | Критерии      |
| -- | ---------------------------------------------------------------------- | --- | --- | ------------------ | --------------------- | ---- | ------------- |
| 1  |                                                                        | Храм огнепоклонников Атешгях (азерб. Atəşgah) | Ближайшее поселение: Сураханы Район: Сураханский Экономический район: Апшеронский                                    | XVII век           | 1998                  | 1172 | i, iii        |
| 2  |                                                                        | Мавзолеи в Нахичеване: (азерб. Naxçıvan türbələri) * Гробница Юсифа ибн Кусейра * Мавзолей Момине хатун * Мавзолей в селении Карабаглар * Мавзолей Гюлистан | Город республиканского подчинения: Нахичевань Экономический район: Нахичеванский Нахичеванская Автономная Республика | XII век            | 1998                  | 1173 | i, iv         |
| 3  |                                                                        | Бинагадинское местонахождение четвертичной флоры и фауны (азерб. Binəqədi dördüncü dövr fauna və flora qəbiristanlığı) | Город республиканского подчинения: Баку Район: Бинагадинский Экономический район: Апшеронский                        | плиоцен—плейстоцен | 1998                  | 1175 | viii, ix      |
| 4  |                                                                        | Грязевой вулкан Локбатан (азерб. Lökbatan palçıq vulkanı) | Ближайшее поселение: Локбатан Район: Гарадагский Экономический район: Апшеронский                                    | плиоцен            | 1998                  | 1176 | vii, viii, ix |
| 5  |                                                                        | Гора бакинского яруса (азерб. Bakı dağ mərhələsi) | Город республиканского подчинения: Баку Район: Сабаильский Экономический район: Апшеронский                          | плейстоцен         | 1998                  | 1177 | viii, ix      |
| 6  | Чираг-гала · Четырёхугольный замок в Мардакяне · Нардаранская крепость | Оборонительные сооружения на берегу Каспия: (азерб. Xəzər dənizinin sahilində müdafiə qurğuları) * Бешбармакские укрепления * Гильгильчайские укрепления * Чираг-гала * Шабранские укрепления * Четырёхугольный замок в Мардакяне * Круглый замок в Мардакяне * Сабаильский замок * Нардаранская крепость * Четырёхугольная башня в Рамане * Крепость в Шагане | Районы: Шабранский, Хазарский, Сабунчинский Экономические районы: Куба-Хачмасский, Апшеронский                       | V—XIV век          | 2001                  | 1573 | не указаны    |
| 7  |                                                                        | Шушинский историко-архитектурный заповедник (азерб. Şuşa Tarix-Memarlıq Qoruğu) | Район: Шушинский Экономический район: Верхне-Карабахский                                                             | XVIII век          | 2001                  | 1574 | i, iv, v, vi  |
| 8  |                                                                        | Исторический город Ордубад (азерб. Ordubad Tarixi Şəhər) | Район: Ордубадский Экономический район: Нахичеванский Нахичеванская Автономная Республика                            | XIII век           | 2001                  | 1575 | i, iv, v      |
| 9  |                                                                        | Худаферинские мосты и связанные места (азерб. Xudafərin körpüləri və əlaqəli yerlər) | Район: Джебраильский Экономический район: Карабахский                                                                | XII—XIII вв.       | 2021                  | 6621 | ii, iv        |
| 10 |                                                                        | Доисторические места Азыхской и Тагларской пещер (азерб. Azıx və Tağlar mağaralarının tarixdən əvvəlki yerləri) | Район: Ходжавендский Экономический район: Карабахский                                                                | палеолит           | 2021                  | 6547 | ii, iv        |

## Исключённые объекты
По состоянию на январь 2016 года исключенных объектов из Основного или Предварительного списков всемирного наследия ЮНЕСКО в Азербайджане нет. Источник по исключенным объектам: , .